# Adolf Novotný
Adolf Novotný (27. června 1891 Praha – 22. května 1968 tamtéž) byl evangelický teolog, biblista, překladatel, duchovní Českobratrské církve evangelické a vysokoškolský pedagog.

## Život
Narodil se v rodině inženýra pro státní službu Adolfa Novotného (1856–1928) a jeho manželky Amalie, rozené Horké (1858–1937). Měl mladšího bratra a starší sestru, celá rodina byla evangelické víry.
Působil jako vikář reformovaného sboru v Kloboukách (duben–červenec 1915), následně jako farář v Chocni (1915–1920), v Hradci Králové (1920–1937) a v Krabčicích (1937–1945). V šedesátých letech dvacátého století působil jako farář ve sboru ve Strašnicích.
Vykonával též funkci tajemníka Svazu nedělních škol. Roku 1929 založil Letní tábor Komenského v Bělči nad Orlicí, kde ve vlastní chatce pracoval každé léto na svém Biblickém slovníku.
Doktorát teologie získal na Husově československé evangelické fakultě bohoslovecké v Praze obhájením disertační práce Problém oběti v novozákonním kázání o vykoupení (7. 12. 1932). V roce 1939 byl jmenován docentem (habilitační spis Sto let praktické theologie, 1938) a od roku 1945 profesorem na HČEFB (po roce 1950 na Komenského evangelické bohoslovecké fakultě). Fakultu byl nucen opustit v roce 1953. Těžištěm jeho působení na katedře praktické teologie byla náboženská pedagogika a katecheze.
V české církvi je znám především jako autor Biblického slovníku (1. vyd. 1935, 2. vyd. 1956). V něm vychází z Bible kralické, což může působit potíže při orientaci v novějších překladech Bible, avšak na druhou stranu je to jeden z mála odborných textů, ve kterém se dá hledat pod kralickými názvy.
Synem Adolfa Novotného byl výtvarník Jan Blahoslav Novotný tvořící pod pseudonymem Jebenof, vnukem je spisovatel David Jan Novotný.